# Laguna Vidal Gormaz
La laguna Vidal Gormaz es un cuerpo de agua superficial ubicado sobre la cuenca del río Puelo en la comuna de Cochamó, Provincia de Llanquihue, Región de Los Lagos en Chile.
(No confundir con la laguna Vidal, origen del río Vodudahue.)

## Ubicación y descripción
Se forma en las laderas del sur de la divisoria de aguas con el río Cochamó y tiene una forma alargada de norte a sur. El inventario público de lagos de Chile la enlista bajo el tipo "lagos menores" y el código del Banco Nacional de Aguas (BNA) 10501091-5.

## Historia
Luis Risopatrón la describe brevemente en su Diccionario Jeográfico de Chile de 1924:: 930 
Vidal Gormaz (Laguna). 41° 30' 71° 57' Es alargada i desagua al S por el rio Correntoso, en la márjen N del rio Manso, en La Angostura. 61, cxv, p. 122 (Christie, 1884); 120, p. 62; i 134.